# قائمة أطول المباني في الرياض
هذه قائمة بأطول المباني في الرياض،السعودية، أطول مبنى في الرياض هو برج صندوق الاستثمارات العامة بطول 385 متر، تمتلك الرياض 68 برج حالياً ، وهناك 95 برج غالبيتها قيد الانشاء 

## قائمة أطول المباني
قائمة بناطحات السحاب في الرياض التي يتجاوز طولها 150م
| المرتبة | الإسم                        | الإرتفاع m /> | الطوابق | السنة | ملحوظات                                                                   |
| ------- | ---------------------------- | ------------- | ------- | ----- | ------------------------------------------------------------------------- |
| 1       | برج صندوق الاستثمارات العامة | 385 متر       | 80      | 2016  | يعد اطول برج في الرياض وثاني اطول برج في السعودية بعد أبراج الساعة        |
| 2       | برج رافال                    | 308           | 62      | 2014  | ثاني اطول برج بعد برج الصندوق                                             |
| 3       | مركز التجارة العالمي         | 303           | 67      | 2020  | ثالث اطول برج بالرياض ورابع اطول برج بالسعودية                            |
| 4       | مركز المملكة                 | 302           | 41      | 2002  | كان اطول برج في الرياض بعام 2005 واكثرها شهرة ومعلم من معالم مدينة الرياض |
| 5       | برج الفيصلية                 | 267           | 30      | 2000  | يعد برج الفيصلية اول برج في الرياض واكثرها شهرة قديماً                     |
| 6       | برج تمكين                    | 255           | 58      |       |                                                                           |
| 7       | برج المجدول                  | 244           | 54      | 2019  |                                                                           |
| 8       | برج رافال سكاي جاردنز        | 213           | 66      |       |                                                                           |
| 9       | برج بنك الراجحي              | 205           | 36      | 2019  |                                                                           |
| 10      | برج تلفزيون الرياض           | 170           |         | 1982  | يعد اول برج في الرياض                                                     |
| 11      | برج فيرمونت رملة             | 150           | 35      | 2023  |                                                                           |
| 12      | برج داماك اسكلوسيفا          | 150           |         | 2018  |                                                                           |
| 13      | برج داماك باراماونت          | 150           |         | 2018  |                                                                           |

## أطول المباني قيد الانشاء او المقترحة
| المرتبة | الإسم         | الإرتفاع m /> | سنة الافتتاح المتوقعة |
| ------- | ------------- | ------------- | --------------------- |
| 1       | نورث بول      | 2000          |                       |
| 2       | برج المكعب    | 400           | 2030                  |
| 3       | برج طويق      | 305           |                       |
| 4       | برج الانماء   | 213           |                       |
| 5       | البرج الرياضي | 130           |                       |